# ナミダドロップ
「ナミダドロップ」は、日本のバンド、Plastic Treeの22枚目のシングルである。2006年5月1日発売。発売元はユニバーサルJ。

## 概要
- アルバム『シャンデリア』からの先行シングル。
- 表題曲は、アニメ『ガラスの艦隊』エンディングテーマに起用された。
- PV監督は野田真也。
- プロデュース：増渕東(Laquia inc.)

## 収録曲
1. ナミダドロップ[4:25]
作詞・作曲：有村竜太朗 / 編曲：Plastic Tree
テレビ朝日系アニメ『ガラスの艦隊』前期エンディングテーマ
2. 六月の雨[4:28]
作詞：有村竜太朗 / 作曲：ナカヤマアキラ / 編曲：Plastic Tree
3. ナミダドロップ 〜Instrumental〜[4:24]

## 収録アルバム
- オリジナル『シャンデリア』（#1、#2）
  - #2は、「雨降りmix」として収録。
- サウンドトラック『ガラスの艦隊 オリジナル・サウンドトラック』（#1）
- ベスト『ALL TIME THE BEST』（#1）
- ベスト『B面画報』（#2）